# Acanthocephala terminalis
Acanthocephala terminalis är en insektsart som först beskrevs av William Sweetland Dallas 1852.  Acanthocephala terminalis ingår i släktet Acanthocephala och familjen bredkantskinnbaggar. Inga underarter finns listade i Catalogue of Life.

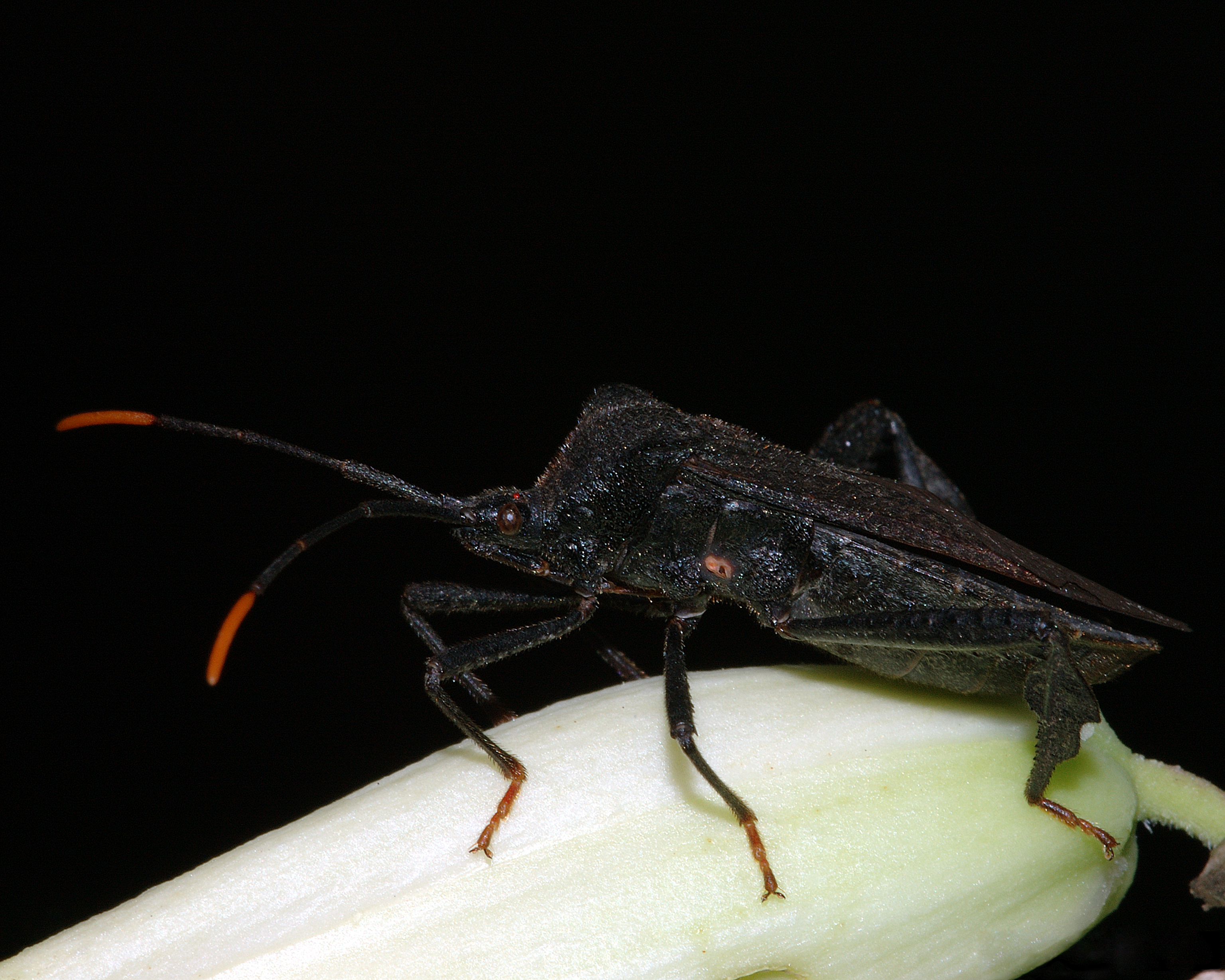
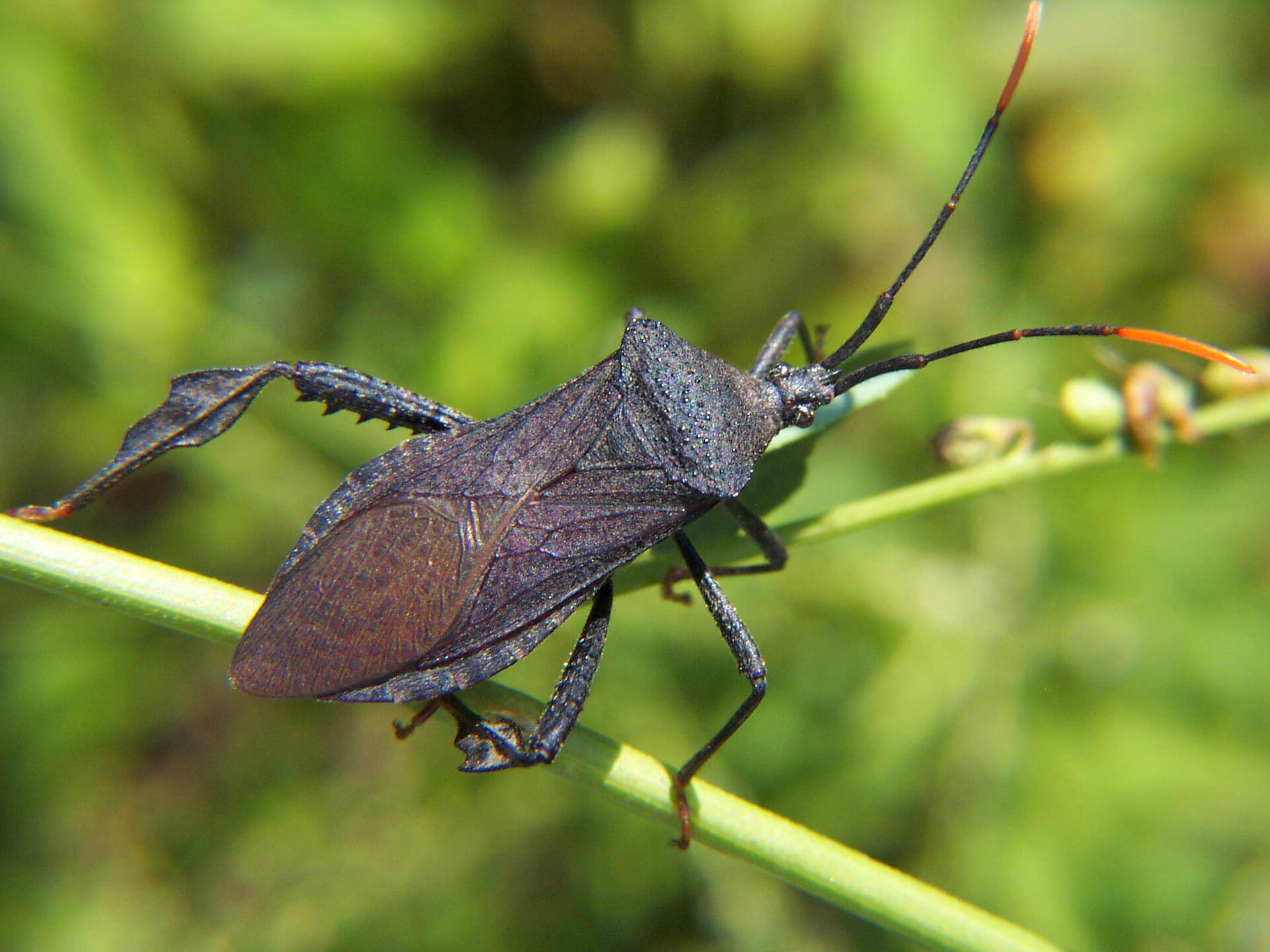
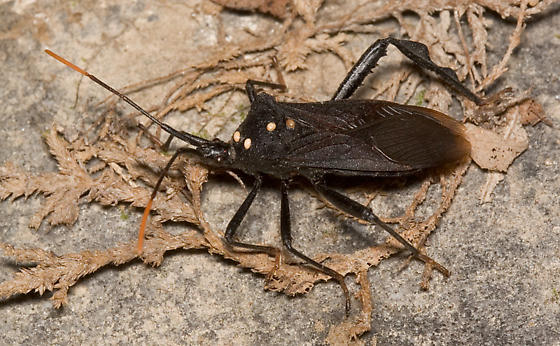
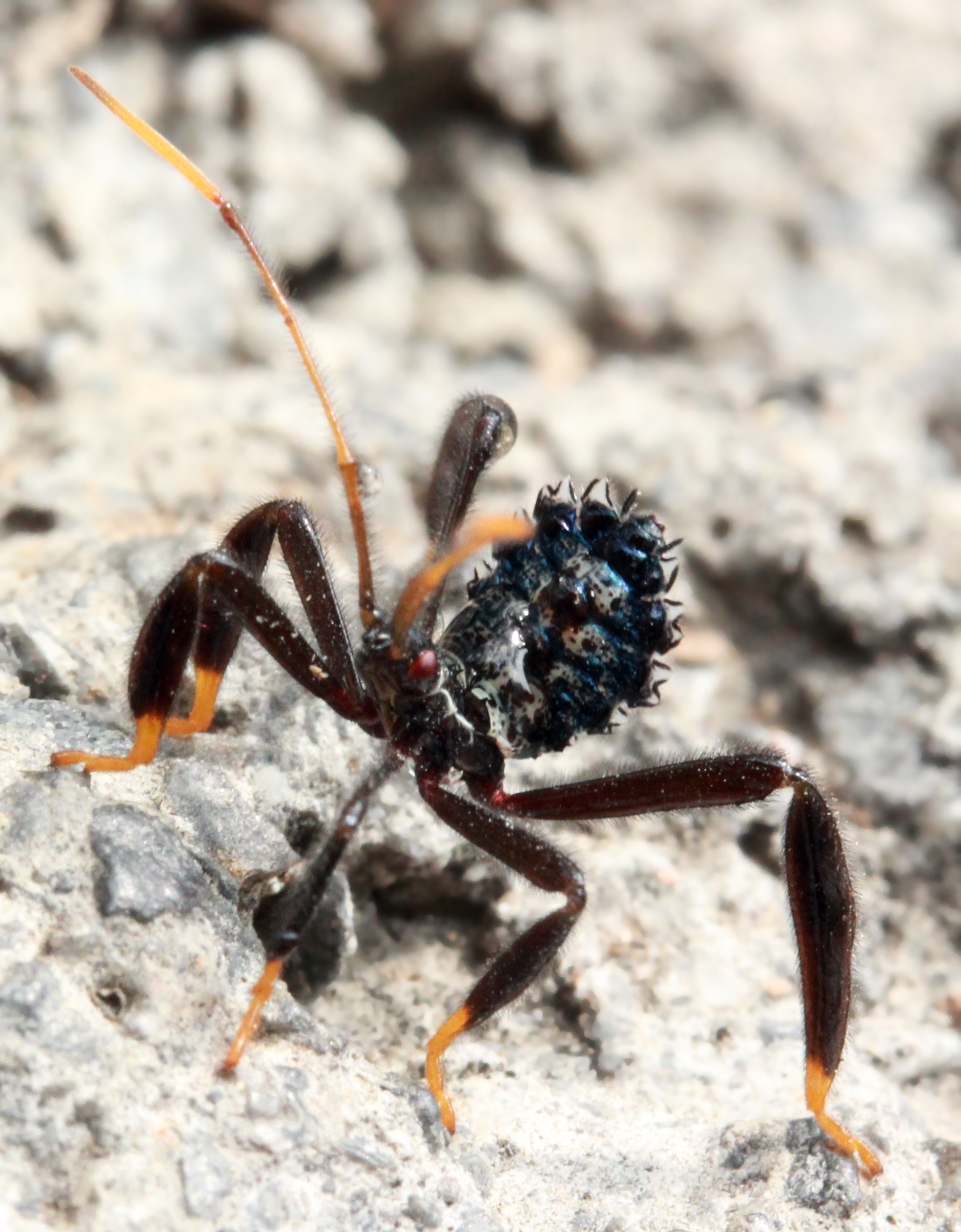